# Bix Beiderbecke
(Louis Armstrong)
Bix Beiderbecke, vero nome Leon Bix Beiderbecke (Davenport, 10 marzo 1903 – New York, 6 agosto 1931), è stato un trombettista, compositore e cornettista statunitense.
Tra i migliori trombettisti degli anni venti e uno dei più illustri esponenti del “jazz bianco”, vantava un timbro delicato e particolare ed elevate capacità nell'improvvisazione.
Ebbe una carriera breve e intensa, prematuramente stroncata dall'alcool, che ne logorò la salute e lo condusse alla morte a soli ventotto anni.

## Biografia

### L'infanzia e i primi anni
Bix (questo era il suo vero secondo nome, che la critica per anni erroneamente ritenne abbreviazione di "Bismarck") Beiderbecke nasce a Davenport, Iowa (USA), da famiglia di classe media, emigrata dalla Germania. Bambino prodigio, imparò a suonare il piano a tre anni e subito dopo si avvicinò alla cornetta da autodidatta, folgorato dall'ascolto in un negozio di un disco della Original Dixieland Jazz Band di Nick La Rocca. Da ragazzo si divertiva a sgattaiolare verso le sponde del Mississippi, per ascoltare i gruppi che suonavano sul ponte dei "Riverboats", mentre risalivano la corrente del fiume.
Il profitto scolastico di Bix era alquanto deludente, a causa delle frequenti assenze fatte per il suo stato di salute precario. Per questo i suoi genitori decisero nel 1921 di iscriverlo al College, anche piuttosto esclusivo, di "Lake Forest Academy", a Lake Forest (Illinois), poco a nord di Chicago: erano convinti che incrementando la disciplina e l'applicazione scolastica, la sua formazione culturale ne avrebbe tratto giovamento, ma le uniche materie che appassionavano Bix erano la musica e lo sport. Bix cominciò subito a bazzicare Chicago, e tutte le volte che se ne presentava l'occasione, andava nei locali della città ad assorbire il calore della musica che emanavano le jazzbands. Troppo spesso rientrava al college in ritardo oppure era assente alle lezioni del giorno dopo. Questa situazione durò finché la direzione del college lo invitò ad abbandonare l'istituto, visto il suo scarso profitto a causa dei suoi interessi extrascolastici. Fu così che nel 1923 ebbe inizio la sua carriera musicale.
I primi maestri che contribuirono alla formazione della tecnica strumentale di Bix furono i cornettisti più famosi di New Orleans, che seguendo i primi flussi della Grande migrazione si trasferirono più a Nord, soprattutto verso Chicago. Primo fra tutti Nick La Rocca, che suonava nell'Original Dixieland Jass Band (ODJB). I suoi insegnamenti si possono rilevare nei brani che Bix ha registrato con la ODJB. Altri maestri furono Louis Armstrong, Joe "King" Oliver, il clarinettista Leon Roppolo. Anche il fraseggio di Freddie Keppard, rappresentante della vecchia scuola di New Orleans, si ritrova nel brano "Goose Pimples". Secondo i biografi contemporanei, però, chi ha inciso maggiormente nella formazione di Bix è stato Emmett Hardy, famoso cornettista di New Orleans, molto apprezzato, ma di cui non restano incisioni. Diversi musicisti confermarono che l'influenza di Hardy era molto evidente nei brani incisi con "The Wolverines". Nei primi anni venti, il batterista di New Orleans Ray Bauduc, dopo aver ascoltato Hardy suonare, dichiarò che era ancora più ispirato di Bix.
Beiderbecke era anche un appassionato di musica classica, e ammirava in particolare le opere di Maurice Ravel, Claude Debussy, e degli Impressionisti Americani, come Eastwood Lane.

### La carriera

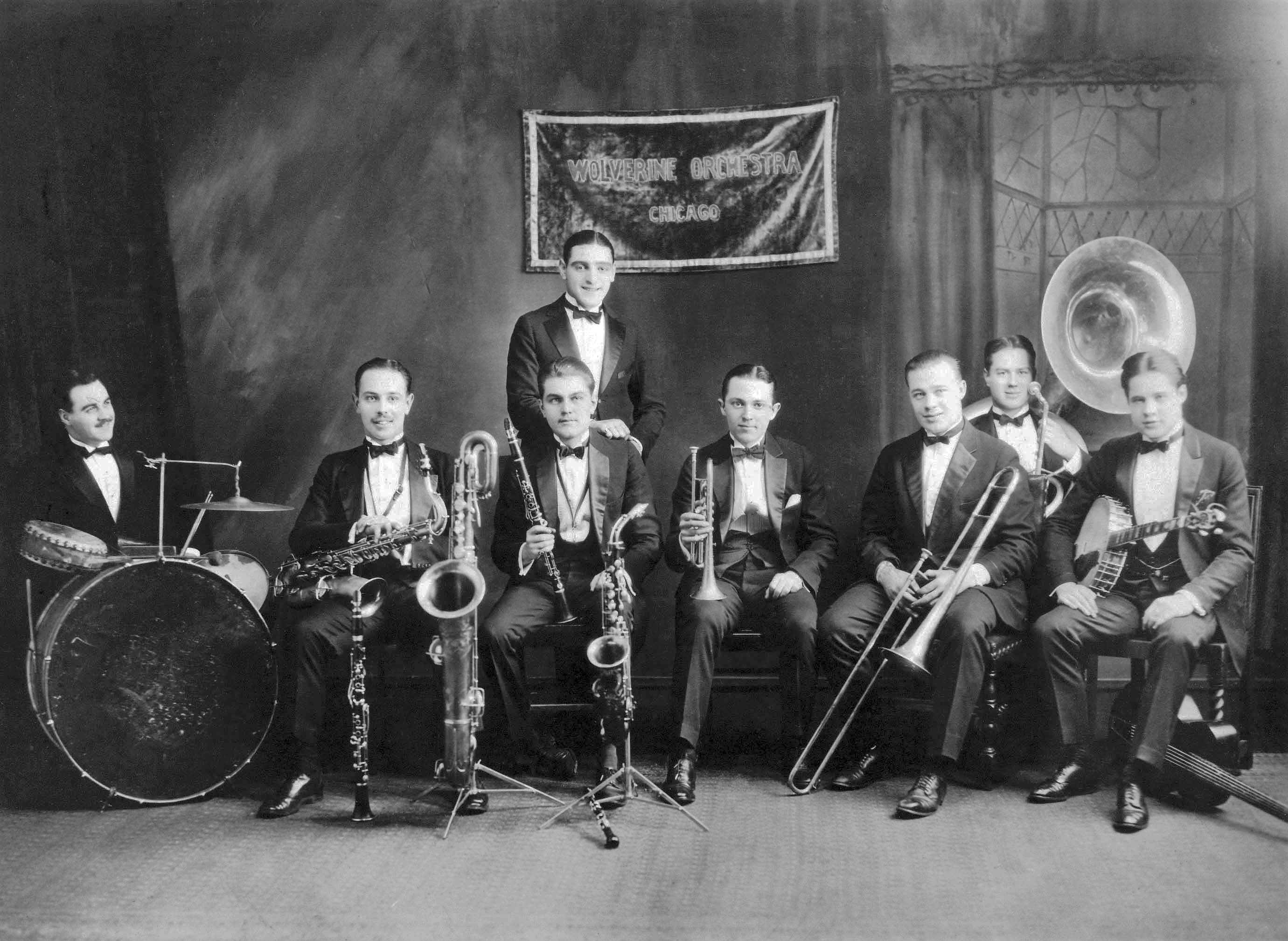
Bix Beiderbecke con la sua orchestra, i Wolverines nel 1924

Nel 1924 Bix iniziò a incidere con la sua band "The Wolverines". Utilizzavano come sigla il brano "Wolverine Blues" di Jelly Roll Morton, che forse diede il nome alla band.Grazie a queste registrazioni divenne un musicista famoso e ricercato sia a Chicago, sia a New York. Incise ancora dei brani importanti e innovativi con Frank Trumbauer (detto "Tram") e con la "Jean Goldkette Orchestra". Quando questa si sciolse, dopo l'incisione di "In My Merry Oldsmobile", nel maggio del 1927, Bix e "Tram" si aggregarono momentaneamente alla band di Adrian Rollini, che si esibiva al Club New Yorker, a New York, per approdare poi alla "Paul Whiteman Orchestra", la più popolare e meglio pagata sulla piazza in quel momento.
Bix era anche un bravo pianista e spesso lasciava la cornetta per accompagnarsi al piano per un paio di "giri" (vedi "For No Reason At All In C " del 1927). Bix ci ha lasciato parecchie composizioni per piano: la più famosa è In A Mist un pezzo di sapore vagamente debussiano, anche se non del tutto impressionista, poiché, soprattutto nella seconda parte, ancora legato alla tradizione del ragtime, che incise con diverse formazioni. Molte delle altre ("Flashes", "In The Dark", "Candlelights", "The Bucktown Five" e la stessa "Davenport Blues") in seguito verranno incise (fra gli altri) da Jess Stacy, Bunny Berigan, Jimmy e Marion McPartland, Dill Jones, Ralph Sutton, Miff Mole.

### Gli ultimi anni e la scomparsa
Bix soffriva di problemi di salute fin dall'infanzia; a questo stato di salute precario si aggiunse poi l'alcolismo, di cui divenne vittima, incentivato sia dal proibizionismo che dalla sua attività musicale svolta prevalentemente nei night dove l'alcool scorreva a fiumi.
Bix morì il 6 agosto 1931 all'età di 28 anni nel suo appartamento al numero 43-30, 46th Street, Sunnyside, Queens, di New York. Anche se sul certificato di morte la causa descritta è "polmonite", le circostanze precise sono tuttora oscure. Secondo la versione ufficiale, quella sera verso le 21.30 il suo affittacamere, George Kraslow, (come egli stesso raccontò a Philip Evans nel 1959) sentì urla isteriche provenienti dall'appartamento di Beiderbecke, e bussò alla porta:
"Tremava violentemente con tutto il corpo. Mi tirò dentro, urlando che c'erano due messicani nascosti sotto il suo letto con lunghi pugnali. Per assecondarlo, guardai e quando mi alzai per assicurargli che non c'era nessuno nascosto lì, barcollò e cadde a peso morto tra le mie braccia. Corsi nel corridoio e chiamai un medico, la dottoressa Haberski, per esaminarlo. Lo dichiarò morto."
La madre e il fratello di Beiderbecke fecero in modo che il suo corpo fosse portato a casa a Davenport, dove fu sepolto l'11 agosto 1931, nel terreno di famiglia al cimitero di Oakdale.

## Discografia

### Registrazioni originali
- 1924: "Jazz Me Blues" (The Wolverine Orchestra).
- 1925: "Davenport Blues" (Bix Beiderbecke and his Rhythm Jugglers).
- 1926: "Sunday" (Jean Goldkette and his Orchestra).
- 1927: "Singin' The Blues" (Frank Trumbauer and his Orchestra).
- 1927: "For No Reason At All In C" (Tram, Bix and Eddie in their three piece band).
- 1927: "In A Mist" (piano solo).
- 1927: "At The Jazz Band Ball" (Bix Beiderbecke and his Gang).
- 1928: "San" (Paul Whiteman and his Orchestra).
- 1928: "Dardanella" (Paul Whiteman and his Orchestra).
- 1928: "Ol'Man River" (Bix Beiderbecke and his Gang).
- 1929: "Futuristic Rhythm" (Frank Trumbauer and his Orchestra).
- 1930: "Barnacle Bill, The Sailor" (Hoagy Carmichael and his Orchestra).

### Ristampe attuali
- "Bix Restored", AMG (12 cd);
- "Real Jazz Me Blues", Sony;
- "Bix Beiderbecke: The Bix Beiderbecke Story", Deja Vu DVRECD 14;
- "Bix Beiderbecke: Vol. 1 : Singin' The Blues", Columbia.
- "Bix Beiderbecke: Vol. 2 :At The Jazz Band Ball", Columbia.

## Film dedicati alla sua figura
- Chimere (Young Man with a Horn, USA 1950, Michael Curtiz)
- Bix: None Of Them Play Like Him Yet, (USA 1981, Brigitte Berman).
- Bix (ITA 1991, Pupi Avati).